# لانه اژدها
لانهٔ اژدها (به انگلیسی: Dragon's Nest) جلد اول مجموعهٔ چهار جلدی «اژدهایان دلتورا» اثر امیلی رودا (جنیفر روو) است و در سال ۲۰۰۴ توسط انتشارت اسکلاستیک منتشر شده است.
در این بخش دلیف تصمیم می‌گیرد گوی بلورین (پنجره‌ای از درون سرزمین سایه‌ها به سرزمین دلتورا) را نابود کند و به‌طور اتفاقی متوجه می‌شود دلیل خشکسالی و قحطی دلتورا آواز ۴ خواهر شوم است و تصمیم به نابودی ان‌ها می‌گیرد و سفر به شرق دلتورا یعنی جایی که خواهر شرق در آنجا هست را با همسفرانش شروع می‌کند.